# Johan Carbonero
Johan Stiven Carbonero Balanta (ur. 20 lipca 1999 w Santander de Quilichao) – kolumbijski piłkarz występujący na pozycji skrzydłowego, od 2022 roku zawodnik argentyńskiego Racing Clubu.